# Districte de Bellary
Districte de Bellary (o Ballari) és un districte de Karnataka a l'Índia, a la divisió de Gulbarga. La capital és Bellary. La superfície és de 8.447 km² i la població de 2.245.000 habitants. El riu principal és el Tungabhadra (format per la unió del Tunga i Bhadra), i els seus afluents entre els quals el Hagari o Vedavati.
Està dividit en 2 subdivisions i 7 talukes:
- Subdivisió de Bellary:
- 1. Bellary.
- 2. Sirguppa.
- 3. Sandur.
- Subdivisió d'Hospet:
- 4. Hospet.
- 5. H.B Halli.
- 6. Kudligi.
- 7. Hadagalli.

I ha 27 hoblies, 2 consells municipals, 1 municipalitat, 7 gram panchayats, 542 pobles i 436 thandas

## Història
La història antiga és poc coneguda; fou domini successivament dels maurya, satavahana, pallava, kadamba, chalukya, rashtrakuta, chalukya occidentals, kalachuryas, yadava, i hoysala ballala.
El 1336 es va fundar a la riba del Tungabhadra, prop de la vila de Hampi, la ciutat de Vijayanagar, "ciutat de la victòria" nucli del regne del mateix nom, que va dominar la regió. El 1565 el regne fou parcialment destruït per la derrota de Talikota davant els sultanats del Dècan. Sota el domini musulmà que va seguir el territori es va fraccionar en nombrosos petits estats els caps dels quals són coneguts en conjunt com els poligars, amb un poder local absolut. Fins aleshores regien Bellary uns naiks (o nayaks) feudataris de Vijayanagar que van esdevenir vassalls del sultà de Bijapur;
El 1678 el maratha Shivaji va anar a la zona; al passar per Bellary alguns dels seus aliats foren mort per la guarnició de Bijapur a Bellary, i això el va incitar a ocupar la ciutat; la guarnició fou eliminada i Bellary fou entregada als nayaks locals, a canvi de pagar el tribut als marathes en lloc de als sultans adilshàhides.
El 1686 Aurangzeb va conquerir Bijapur i va annexionar aquestos territoris, on els poligars van romandre com a feudataris i entre aquestos els nayaks de Bellary; el 1724 Asaf Jah I, subadar de Gujarat i Malwa, va derrotar el mogul Mubariz Khan, subadar del Dècan, a la batalla de Shakar Kheda a Berar i el vencedor es va apoderar del Dècan i es va proclamar independent, i amb el títol de nizam al-mulk va fundar l'estat després anomenat d'Hyderabad i la dinastia Asaf Jahi; el nayak (naik) de Bellary va esdevenir tributari del nizam.
Vers 1761 el nayak de Bellary i altres poligars, van esdevenir tributaris de Basalat Jang, germà del nizam Salabat Jang i subadar d'Adoni i Raichur, però el 1769 els nayaks van refusar el tribut a Basalat Jang, i aquest va ocupar Bellary; els nayaks van demanar ajut a Haidar Ali de Mysore. Aquest darrer va enviar un exèrcit que vers 1775 va expulsar els ocupants i va restaurar als nayaks que van esdevenir tributaris de Mysore.
Després de la tercera guerra dels britànics contra Mysore en la partició dels territoris d'Haidar Ali el 1792 una part del districte de Bellary va passar al nizam d'Hyderabad Asif Jah II. El 1796 Asaf Jah II, atacat pels marathes i per Tipu Sultan, va demanar protecció als britànics (segons la doctrina de Lord Wellesley de l'aliança subsidiària). En la nova partició dels dominis de Tipu Sultan (fill d'Haidar Ali) després de la seva derrota i mort a Seringapatam el 1799, la resta del districte va passar al nizam d'Hyderabad; però sempre els poligars continuaven exercint el poder local i entre ells el naik de Bellary.
Hyderabad va cedir aquestos territoris a la Companyia Britànica de les Índies Orientals el 1800; els territoris de quatre futurs districtes (Bellary, Cuddapah, Anantapur i la major part de Kurnool) es van organitzar en les Ceded and Conquered Provinces (Províncies Cedides i Conquerides). El major Sir Thomas Munro fou el primer col·lector; va reduir el poder dels poligars (uns 80) alguns dels quals foren pensionats i els seus dominis annexionats i altres foren conservats; es va establir els sistema anomenat ryotwari pel qual els impostos de la terra eren recollits directament pels posseïdors de la terra.
El 1808 les Províncies Cedides i Conquerides foren dividides en dos districtes: el districte de Kudapa o Cuddapah i el districte de Bellary (que incloïa el territori del districte d'Anantapur que en fou separat el 1882). El principat maratha de Sandur quedava rodejat pel territori del districte. La capital del districte fou Anantapuram fins que el 1840 es va establir a Bellary. El 1867 es va crear la municipalitat junt amb la d'Adoni. El 1882 es van separar les set talukes del sud per formar el districte d'Anantapur o Anantapuram.
La població del districte era la següent:
- 1871, 911.755
- 1881, 726.275
- 1891, 880.950
- 1901, 947.214

Incloïa 10 ciutats (les principals Bellary i Adoni, erigides en municipalitat el 1867, i les altres Hospet, Yemmiganur, Rayadrug, Kampli, Harpanahalli, Kosigi, Kotturu, i Siruguppa) i 929 pobles i estava dividit 3 subdivisions i 8 talukes:
- Subdivisió d'Adoni
  - Adoni
  - Alur

Subdivisió de Bellary 
- - Bellary
  - Rayadrug
- Subdivisió d'Hospet
  - Hospet
  - Hadagalli
  - Kudligi
  - Harpanahalli

La taluka de Bellary tenia 2941 km² i una població el 1901 de 193.401 habitants i 180.353 habitants el 1891. Les ciutats principals eren Bellary i Siruguppa i hi havia a més a més 156 pobles.
L'1 d'octubre de 1953 el districte fou dividit entre Karnataka i Andhra Pradesh: les àrees de parla kannada (Harapanahalli, Hoovina Hadagalli o Hadagali, Kudligi, Hospet, Sandur i Siruguppa) van restar al regne de Mysore (el 1972 rebatejat Karnataka) i les talukes de parla telugu (Yemmiganur o Yemmiganooru, Adoni o Aadavaani, Alur o Aalooru, Rayadurg o Raayadurgam, D.Hirehal o D.Hirehaalu, Kanekallu, Bommanahal o Bommanahaalu, i Gummagatta) foren incloses als districtes de Anantapuram i Karnoolu (Anantapur i Karnool) que van formar part de l'estat d'Andhra Pradesh. La ciutat de Bellary, de llengua repartida entre telugu i kannada, va restar a Mysore amb força polèmica. El 1997 la taluka d'Harapanahalli fou transferida al districte de Davanagere, reduint el nombre de talukes de vuit a set. El 2004 el consell municipal de Bellary fou elevat a Corporació.